# 红毛猕猴桃
红毛猕猴桃（学名：Actinidia rufotricha）是猕猴桃科猕猴桃属的植物，是中国的特有植物。分布于中国大陆的广西、贵州、云南等地，生长于海拔1,000米至1,500米的灌木林中、常绿阔叶林中及林中。

## 变种
- 红毛猕猴桃（原变种），分布于云南东南边境。
- 密花猕猴桃（var. glomerata），分布于广西西北部和贵州西南角。